# 尤拉伊·明奇克
尤拉伊·明奇克（1977年3月27日—），斯洛伐克男子皮划艇运动员。他曾代表斯洛伐克参加1996年和2000年夏季奥林匹克运动会皮划艇比赛，其中2000年奥运会获得一枚铜牌。